# Полковниково
Полко́вниково — село в Косихинском районе Алтайского края. Административный центр Полковниковского сельсовета.

## География
Село расположено вдоль федеральной автомагистрали М52, недалеко от железнодорожной станции Овчинниково.

## История
Село Половниково образовано в 1875 году. На момент переписи населения в нем работал сельский совет, была школа, числилось 116 домохозяйств, проживало 295 мужчин и 328 женщин.

## Население
| 1997 | 1998 | 1999 | 2000 | 2001 | 2002 |
| ---- | ---- | ---- | ---- | ---- | ---- |
| 829  | ↗849 | ↗850 | ↘841 | ↗880 | ↘795 |
| 2003 | 2004 | 2005 | 2006 | 2007 | 2008 |
| →795 | ↗803 | ↘768 | ↗779 | ↘777 | ↘768 |
| 2009 | 2010 | 2011 | 2012 | 2013 |      |
| ↘756 | ↘701 | ↘698 | ↘693 | ↘690 |      |

## Культура
- Музей до реконструкции.
- Музей после реконструкции

В селе жил космонавт Герман Титов. В двухэтажном здании бывшей начальной школы, в которой учился будущий космонавт, в честь него создан и работает краевой «Алтайский государственный мемориальный музей Г. С. Титова». В 2020 году установлен памятник космонавту.

## Инфраструктура
В селе работают организации разных форм собственности:	ООО «Сельскохозяйственное предприятие им. Г. С. Титова», «Медведев», «Родник», «Перекрёсток», «Экопром-18». Есть школа «Полковниковская СОШ им. С. П. Титова», детский сад «Василёк», филиал киноустановки, ФАП, почта. Село газифицировано.
В 2014 году открыт экспериментальный центр традиционной немецкой народной культуры «Вайценфельд».

## Транспорт
Село доступно автомобильным и железнодорожным транспортом.